# Gospoda w Katowicach-Giszowcu
Gospoda w Katowicach-Giszowcu – zabytkowy budynek dawnej gospody w katowickiej dzielnicy Giszowiec, położony przy placu Pod Lipami 1.
Budynek gospody został zaprojektowany przez Georga i Emila Zillmannów razem z osiedlem patronackim Giszowiec. Został on oddany do użytku w 1910 roku. Budynek składał się on wówczas z trzech pokoi gościnnych, sali, piwnic i budynku gospodarczego. Obecnie mieści się w nim filia nr 2 Miejskiego Domu Kultury „Szopienice-Giszowiec” w Katowicach oraz restauracja „Dworek pod Lipami”. W sali teatralnej budynku organizowane są koncerty oraz imprezy o różnorodnej tematyce. Budynek gospody znajduje się w otoczeniu parku Giszowieckiego, a w jego pobliżu zlokalizowana jest muszla koncertowa.

## Historia

### Okres 1910–1945

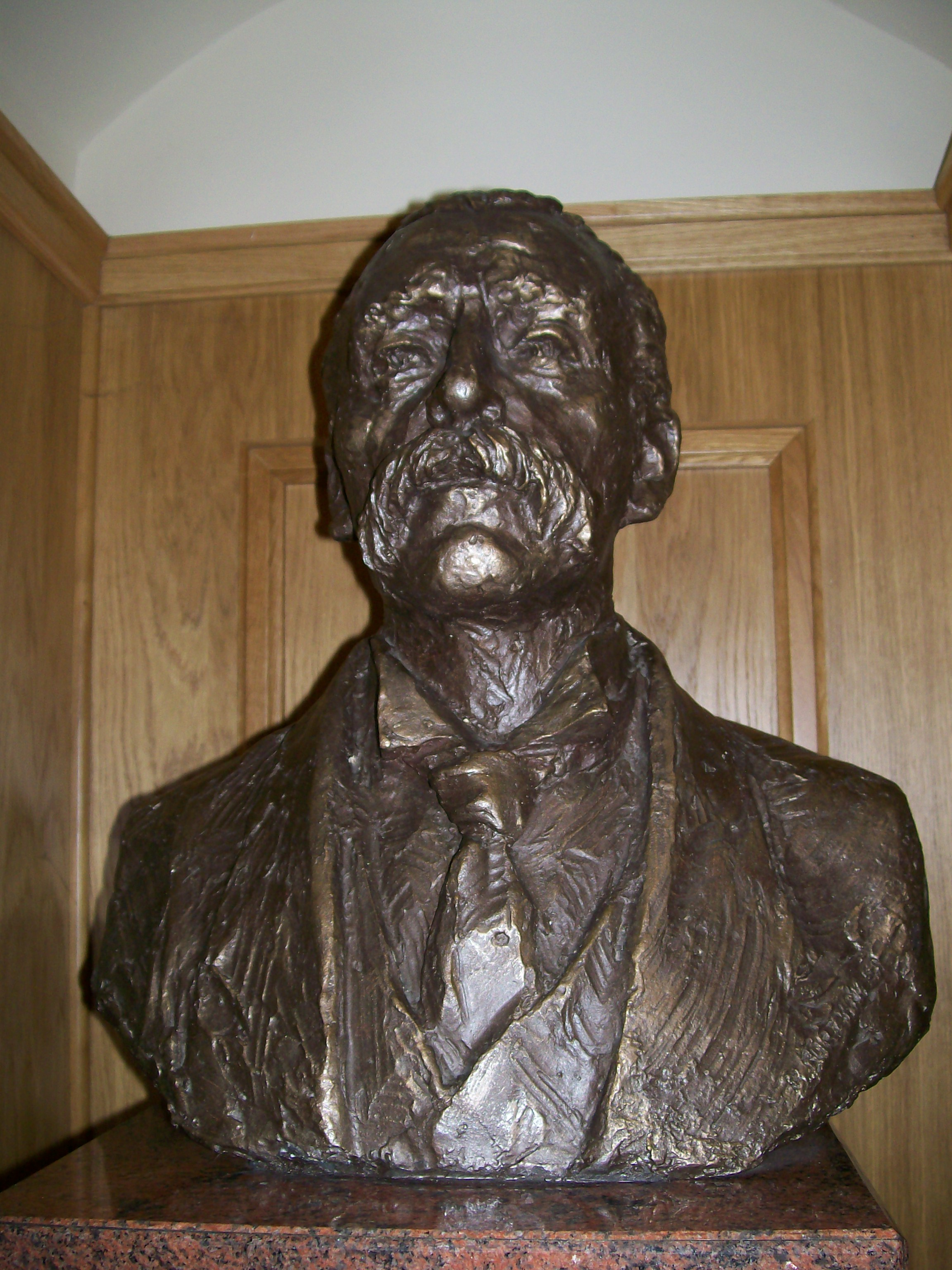
Popiersie Antona Uthemanna – inicjatora budowy Giszowca

Gospoda powstała wraz z całym osiedlem Giszowiec z inicjatywy ówczesnego dyrektora generalnego spółki Georg von Giesches Erben – Antona Uthemanna. Została ona wybudowana w 1910 roku w centralnej części Giszowca i jest jednym z najokazalszych budynków osiedla. Inwestorzy Giszowca na budowę gospody wraz z jej wystrój oraz wyposażenie przeznaczyli znaczne środki finansowe, gdyż chcieli, by powstało miejsce godne do organizacji zabaw i różnego typu uroczystości. Gospoda została zaprojektowana przez Georga i Emila Zillmannów z Charlottenburga koło Berlina.
Od początku istnienia gospoda stała się centrum kulturalnym osiedla. Zaczęto tu organizować spektakle teatralne, koncerty, zabawy taneczne oraz biesiady. Służyła ona jako miejsce zabaw i wypoczynku pracownikom kopalni „Giesche” (późniejszy „Wieczorek”). Do dyspozycji odwiedzający wówczas goście mieli kawiarnię w ogrodzie oraz dwie sale klubowe. Salon służył jako sala balowa oraz teatralna, w której odbywały się oficjalne uroczystości.
Przed 1914 rokiem występował w niej m.in. Górnośląski Teatr Ludowy (niem. Oberschlesisches Volkstheater) z Królewskiej Huty (obecnie Chorzów). Budynek gospody był jednym z trzech obiektów na obszarze dworskim Giszowiec, gdzie zorganizowano plebiscyt 20 marca 1921 roku.

### Lata powojenne

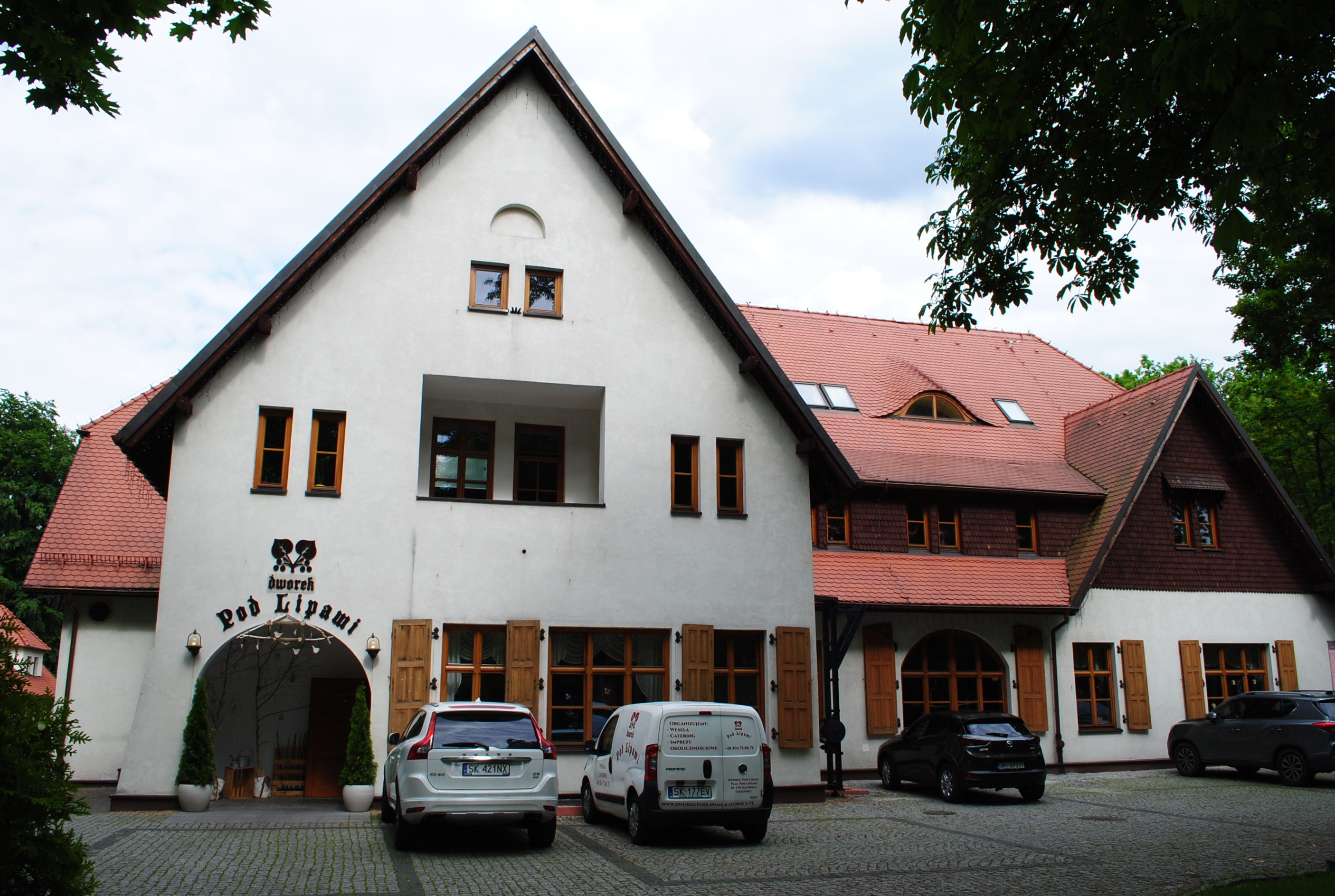
Gospoda od strony zachodniej

Po II wojnie światowej budynku gospody rozpoczął działalność Dom Kultury KWK „Wieczorek”, który organizował różnego typu zajęcia o charakterze kulturalno-oświatowym. Działało tu również uruchomione w 1949 rok kino „Muza” z 363 miejscami dla widzów, prowadzone przez Związek Zawodowy Górników. Kino zostało w 1978 roku zawieszone. W budynku także znajdowały się również mieszkania oraz restauracja.
W latach 60. XX wieku, w związku z powstaniem w Giszowcu kopalni „Staszic”, zadecydowano o wyburzeniu unikatowego osiedla i postawieniu w jego miejscu nowego kompleksu złożonego z wielokondygnacyjnych bloków mieszkalnych. Na przełomie lat 60. i 70. XX wieku rozpoczęto wyburzenie osiedla Giszowiec. Wyburzeniu groziło całe osiedle, dlatego też rozpoczęły się protesty. 18 sierpnia 1978 roku budynek dawnej gospody wpisano do rejestru zabytków.
Po likwidacji Domu Kultury budynek przez wiele lat stał pusty i popadał powoli w ruinę. W latach 80. XX wieku budynek gospody był w złym stanie technicznym.
W latach 90. XX wieku budynek został wydzierżawiony prywatnemu przedsiębiorcy – Zbigniewowi Maneckiemu. W budynku zorganizował kręgielnię. Z powodu zalegania z opłatami za czynsz w gospodzie, ówczesny dyrektor kopalni „Staszic” – Mirosław Major skierował sprawę do sądu i ją wygrał. Zbigniew Manecki około dwa tygodnie po wyroku 24 listopada 1994 roku zastrzelił dyrektora kopalni. Po wynajęciu karczmy kolejnemu prywatnemu przedsiębiorcy przez kilka lat działała tu dyskoteka „Delta”. Działalność dyskoteki pogorszyło stan techniczny budynku.

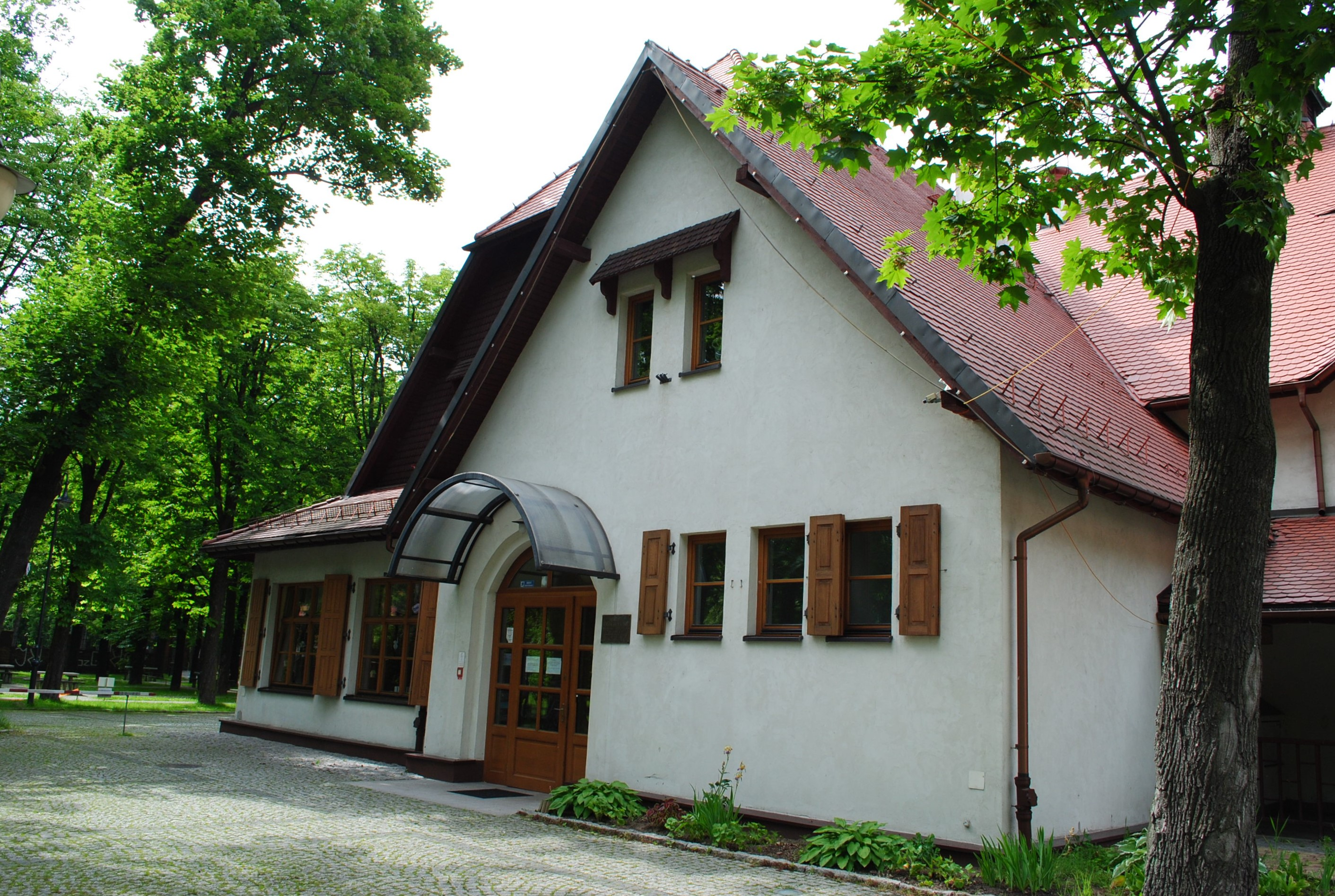
Wejście do filii nr 2 Miejskiego Domu Kultury „Szopienice-Giszowiec” w Katowicach, oddanego do użytku 7 stycznia 2006 roku

Pod koniec lat 90. XX wieku właścicielem budynku zostało miasto Katowice. Początkowo władze miasta chciały wydzierżawić budynek, lecz ostatecznie zdecydowano o jego renowacji i utworzeniu w obiekcie filii Miejskiego Domu Kultury „Szopienice-Giszowiec”.
Do 2001 roku w budynku gospody mieściły się: restauracja, sala bankietowa, piwiarnia oraz kręgielnia. W latach 2004–2005 Urząd Miasta Katowice przeprowadził renowację zabytku, zachowując jego pierwotne przeznaczenie jako miejsce spotkań mieszkańców Giszowca. Remont kosztował około 8 milionów złotych. Wraz z budynkiem dawnej gospody wyremontowano sąsiednią Gawlikówkę.
7 stycznia 2006 roku odbyła się oficjalna uroczystość otwarcia filii nr 2 Miejskiego Domu Kultury „Szopienice-Giszowiec”, a kilka miesięcy później, 23 czerwca 2006 roku w holu domu kultury odbyła się uroczystość odsłonięcia brązowego popiersia Antona Uthemanna. Autorem dzieła jest katowicki artysta Bogumił Burzyński. W tym samym roku w budynku gospody rozpoczęła działalność restauracja „Dworek Pod Lipami”. Restaurację odwiedziło wiele ważnych osób – wśród nich ówczesny prezydent RP Lech Kaczyński.
Obecnie gospodarzem obiektu jest Miejski Dom Kultury „Szopienice-Giszowiec”. W domu kultury prowadzone są zajęcia dla dzieci i dorosłych o różnorodnej tematyce. Zabytkowa gospoda znajduje się na Szlaku Zabytków Techniki i jest jedną z wizytówek Giszowca.

## Architektura i otoczenie

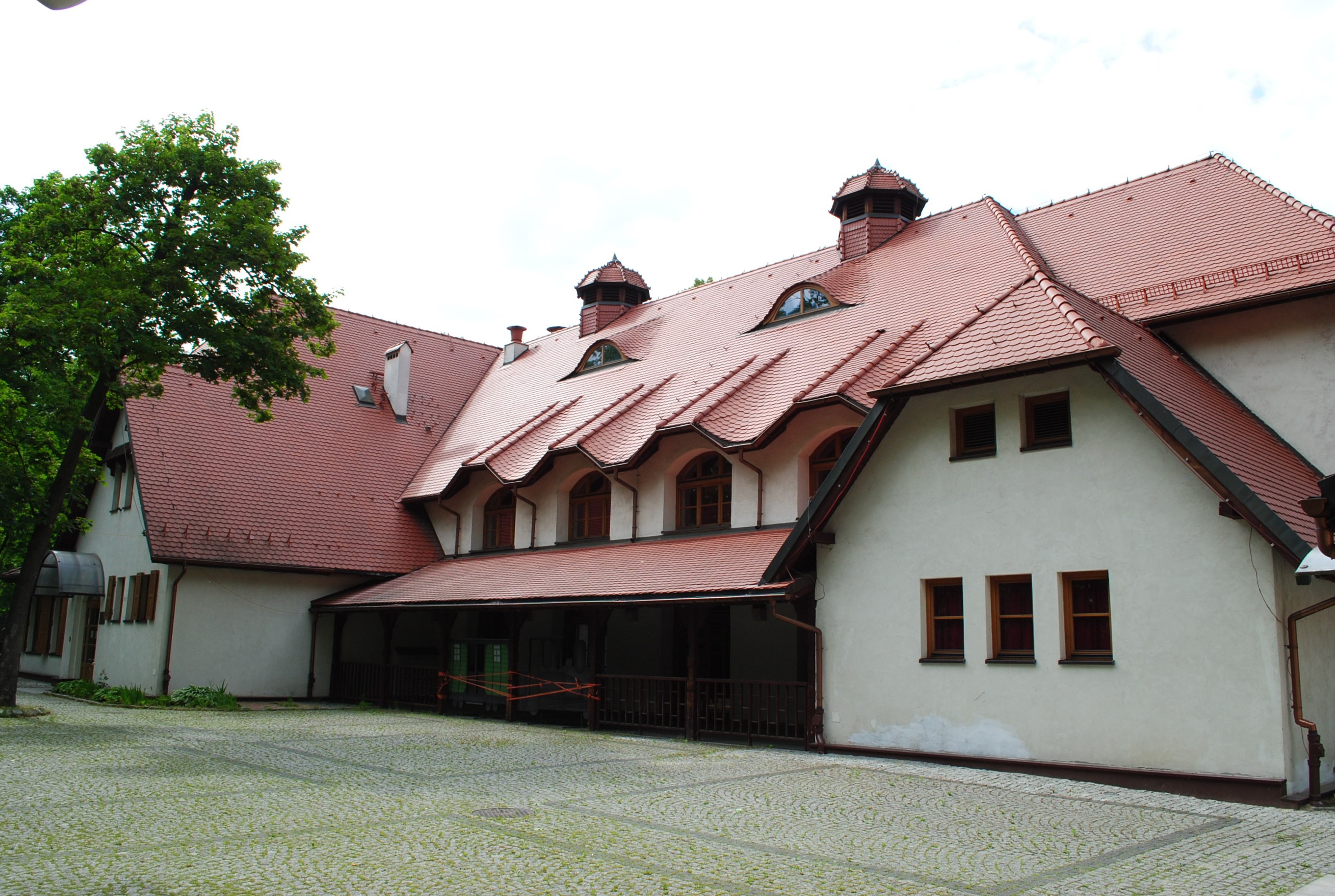
Gospoda od strony południowo-wschodniej wraz z widoczną na pierwszym planie werandą

Budynek gospody powstały w 1910 roku został zlokalizowany w centralnej części osiedla patronackiego Giszowiec, wokół parku (obecnie park Giszowiecki), niedaleko placu targowego (obecnie plac Pod Lipami). Został on zaprojektowany przez Georga i Emila Zillmannów z Charlottenburga.
Gospoda, podobnie jak pozostałe budynki publiczne osiedla Giszowiec, została masywnie zbudowana i silnie zakotwiona. Stropy są zbudowane ze zbrojonego betonu, a dachy pierwotnie zostały podwójnie pokryte karpiówką w kolorze jasnoczerwonym. Gospoda była podłączona do kotłowni z budynku pralni. Budynek gospody pierwotnie był ogrodzony parkanem z drewnianych sztachet, osadzonych pomiędzy otynkowanymi filarami. Płot ten ułożony był schodkowo na masywnej podmurówce. Wejścia zostały zadaszone w postaci łuków.

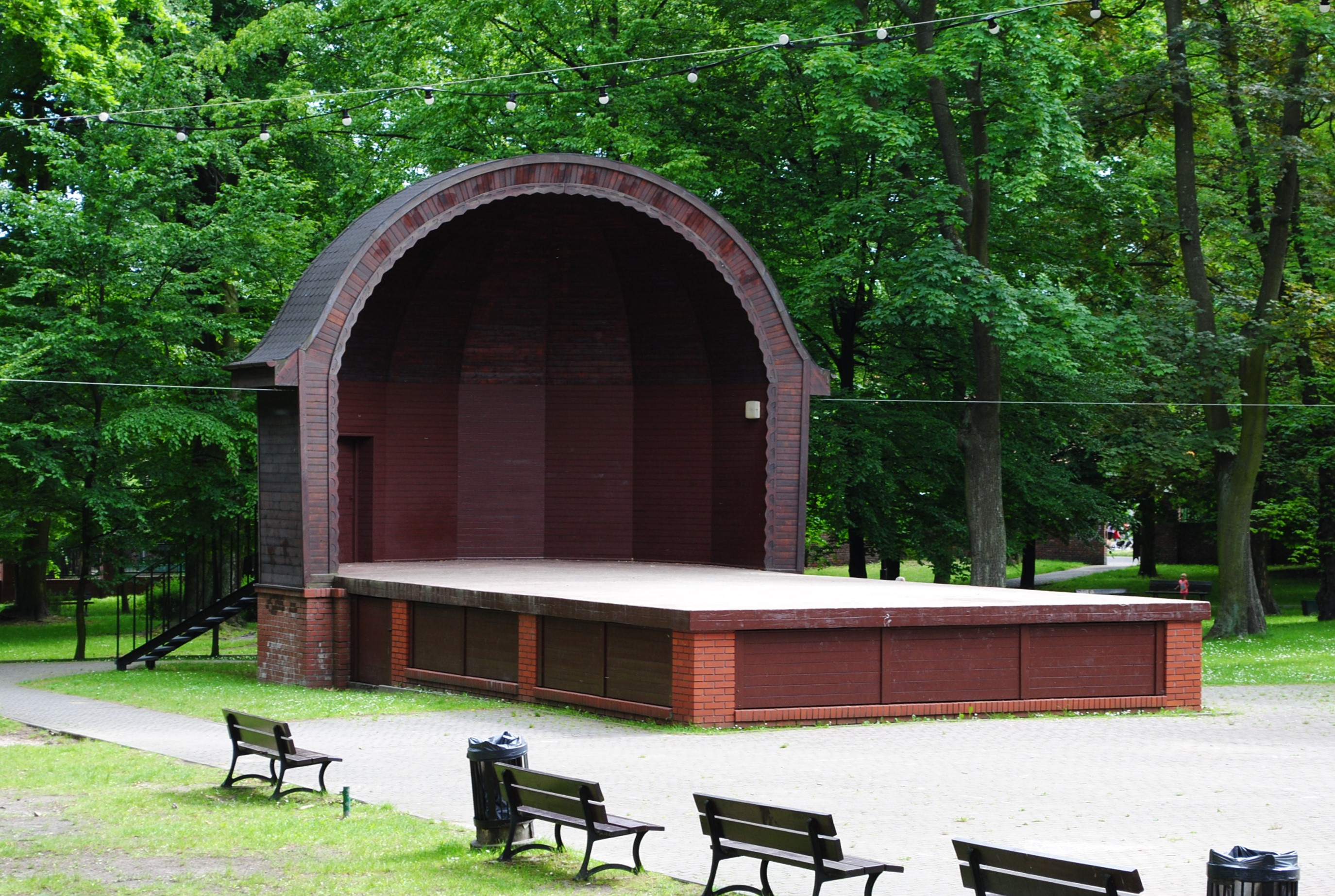
Muszla koncertowa w pobliżu budynku gospody

Wzdłuż budynku, po stronie południowej powstała weranda. Przy gospodzie pierwotnie mieściły się: stajnia dla koni własnych i gości (obecnie Izba Śląska – Gawlikówka), wozownia, pokoje dla woźniców, chlewik, kurnik, pralnia oraz magiel. W pobliżu gospody znajduje się muszla koncertowa, w której grywają orkiestry, a także odbywają się imprezy plenerowe. Muszla ta wraz z otaczającym ją parkiem Giszowieckim została odnowiona wraz z budynkiem gospody w 2005 roku.
W budynku mieściły się dwie duże jasne izby szynkowe dla robotników, sala i restauracja dla urzędników, mieszkanie gospodarza, pokoje gościnne, a także duża sala teatralna wraz z zapleczem. W północnej części budynku znajdowała się duża kuchnia z piecem, kredensem i spiżarką. W okresie letnim działał dodatkowo ogród restauracyjny. Sala gospody posiada wysokie okna oraz wywietrzniki dachowe. Podłoga sali znajduje się na tym samym poziomie co parter gospody. Posadzka klepkowa w sali została wykonana z dębu. W sali zaś zainstalowano rampy i kulisy. Ściany sali zostały ozdobione kolorową ornamentacją.
Budynek był wyposażony w elektryczne wentylatory, który wpuszczał do wnętrza świeże powietrze. Wszystkie kable elektryczne poprowadzono tak, by były niewidoczne dla odwiedzających gospodę gości. W sali teatralnej zainstalowano oświetlenie w postaci czterech lamp łukowych w stylowej oprawie, a na bocznych ścianach znajdowało się dwanaście dwuramiennych lamp osadzonych na metalowych uchwytach z brązowymi tarczami, które ozdobiono emblematami górniczymi.